# Volney Collaço de Oliveira
Volney Collaço de Oliveira (Tubarão, 4 de abril de 1923 – Florianópolis, 21 de outubro de 2020) foi um advogado e político brasileiro.
Filho de João de Oliveira e de Maria Elisa Collaço de Oliveira. Casou com Betina Collaço, com quem teve filhos.
Bacharel em direito pela Faculdade Nacional de Direito, em 1946.
Foi deputado à Assembléia Legislativa de Santa Catarina na 2ª legislatura (1951 — 1955), na 3ª legislatura (1955 — 1959), como suplente convocado, e na 4ª legislatura (1959 — 1963).
Foi presidente da Assembléia Legislativa de Santa Catarina em 1951 e 1953. Na época correspondente este cargo de presidente era cumulativo com o de vice-governador do estado.